# تشيكيان
النقد القياسي (بالصينية التقليدية: 制錢؛ بالصينية المبسطة: 制钱؛ البينيين: zhì qián)؛ (مانشو:ᡳ

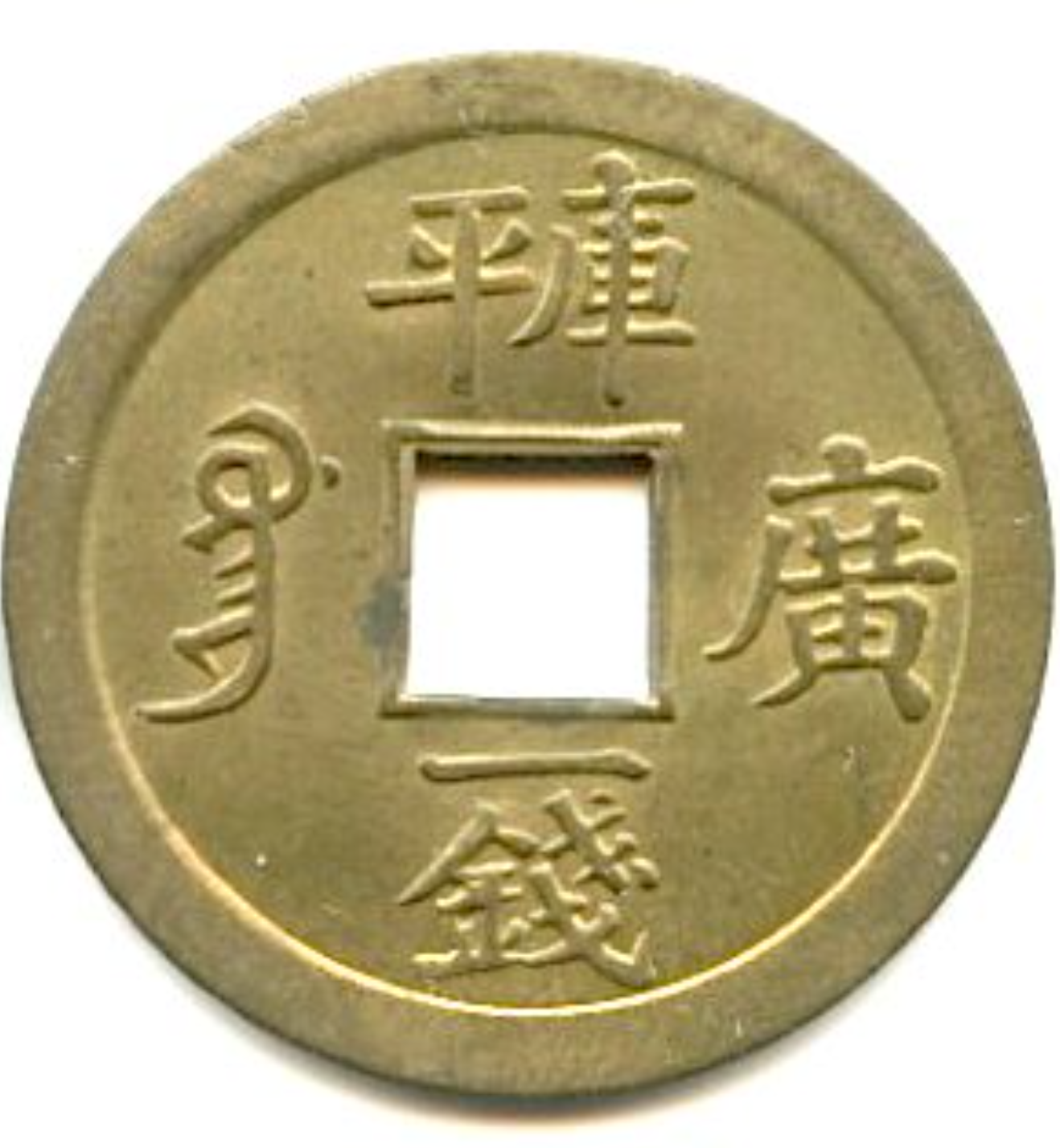
عملة نقدية من نوع جوانجشو تونجباو (光緒通寶) مضروبة آليًا في أواخر القرن التاسع عشر بقيمة 1 ون بوزن قياسي 1 كوبينج تشيان (庫平錢)، وهو الوزن القياسي الوطني للعملات النقدية خلال عصر جوانجشو.

ᠵᡳᡴᠠ ؛ Möllendorff : Durun i jiha)، أو عملات نقدية تنظيمية، هو مصطلح استخدم خلال عهد أسرتي مينغ وتشينغ في الصين للإشارة إلى عملات نقدية قياسية من سبائك النحاس انتجت في دور سك العملة الإمبراطورية الصينية وفقًا لمعايير الوزن والتكوين التي حددتها الحكومة الإمبراطورية. استخدم المصطلح لأول مرة لعملات هونغوو تونغباو النقدية بعد إلغاء الإصدارات ذات الفئة الكبيرة من سلسلة العملات النقدية هذه.

## مصطلحات
استخدام مصطلح "تشيكيان" للتمييز بين العملات النقدية ذات القيمة الكاملة التي أنتجتها الحكومة الإمبراطورية، العملات القديمة من فترة أسرة سونغ، وكانت تُعرف باسم jiuqian (舊錢)، العملات المزيفة المنتجة بشكل خاص من الأوزان غير القياسية، والسبائك والتي كانت تُعرف باسم siqian (私錢) أو sizhuqian (私鑄錢).
تشمل المصطلحات الأخرى المستخدمة خلال عهد أسرة مينغ للأنواع المختلفة من العملات النقدية yangqian (样錢، "عملة نموذجية")، والمعروفة أيضًا باسم بيكيان (北錢، "عملة شمالية")، وتشير إلى الوزن الكامل (1 تشيان) والعملات النقدية عالية الجودة التي سُلمت إلى بكين كإيرادات إصدار العملات. فنغ تشيان (俸錢، "عملة الراتب") تشير إلى عملات نقدية من الدرجة الثانية كان وزنها 0.9 تشيان ووزعت من خلال رواتب المسؤولين الحكوميين والمكافآت. وشانغكيان (賞錢، "أموال الإكرامية") وهو مصطلح يستخدم للإشارة إلى العملات النقدية الصغيرة، الرفيعة، والهشة للغاية (مقارنة بسيزهوتشيان) والتي كانت تستخدم لدفع أجور موظفي الحكومة الإمبراطورية (بما في ذلك عمال دار السك أنفسهم) وكانت واحدة من أكثر أنواع العملات النقدية المتداولة شيوعًا خلال عهد أسرة مينغ بين عامة السكان.

## تصميم
تصميم العملة النقدية الصينية القياسية دائريًا، في حين كان بها ثقب مركزي مربع يسمح بربطها معًا. الحافة الداخلية وكذلك الحافة الخارجية للعملة النقدية مرتفعة قليلاً، وعلى الجانب الأمامي من العملة اسم العصر (أو شعار الحكم) للإمبراطور الحاكم، خلال عهد أسرة مينغ كان الجانب الخلفي من عملاتهم النقدية يميل إلى أن يكون فارغًا، بينما العملات النقدية في فترة أسرة تشينغ غالبًا ما تحتوي على علامات دار السك.

## سلالة مينغ

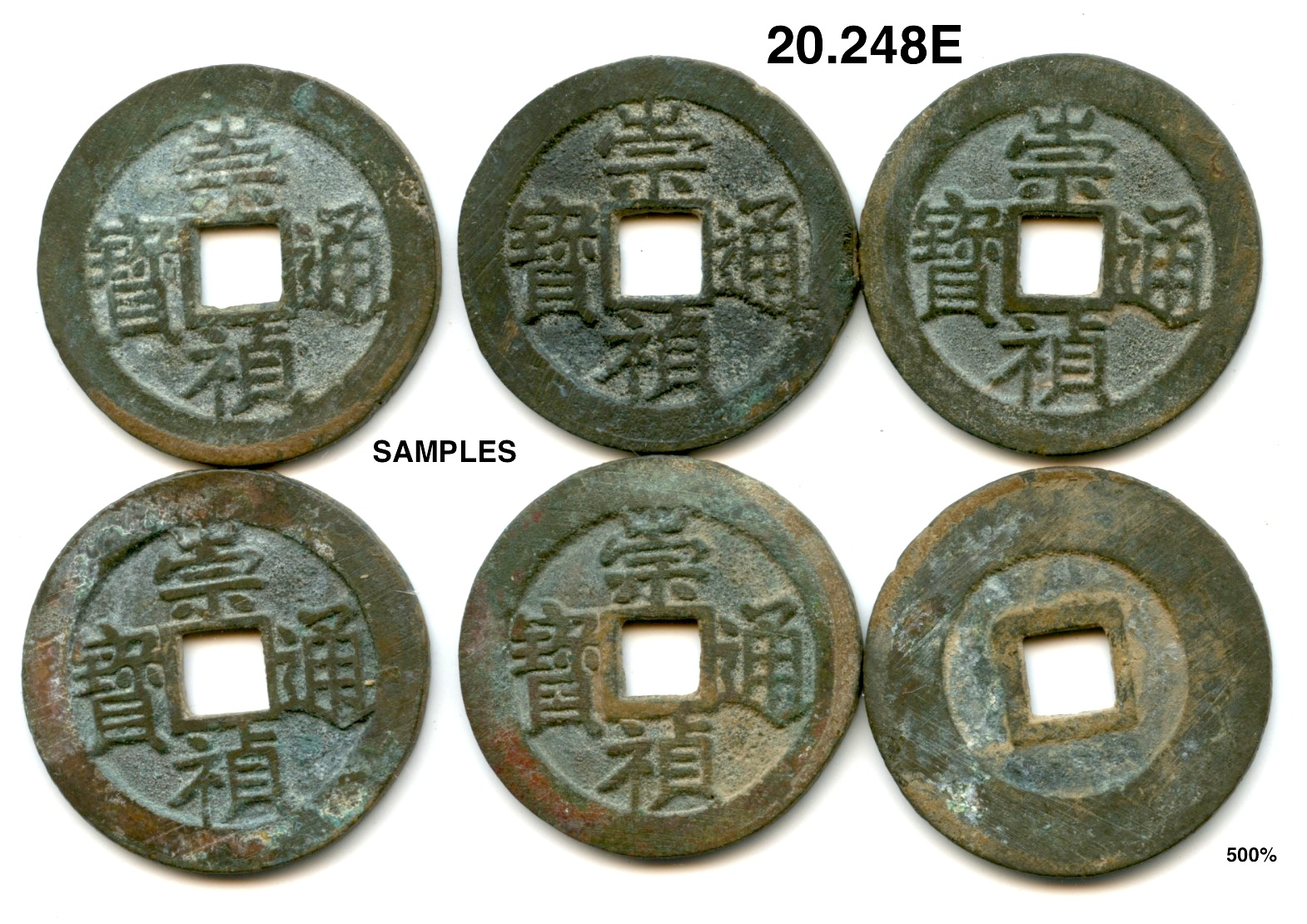
مختلف Chongzhen Tongbao (崇禎通寶) Zhiqian.

في عام 1361، أنشأت أسرة مينغ أول دار سك نقود إمبراطورية لها وهي باويوانجو (寶源局) في العاصمة ينغتيان، على يد تشو يوان تشانغ الذي حكم في ذلك الوقت تحت لقب "أمير وو" وأنشأ دار السك قبل طرد أسرة يوان المغولية من الصين. كانت العملات النقدية الأولى التي أنتجتها باويوانجو تحمل نقش داتشونغ تونغباو (大中通寶)، استمرت هذه العملات النقدية الجديدة في التداول والتعايش بجوار العملات النقدية القديمة. بعد غزو مينغ لكامل الصين، بدأت حكومة مينغ في إنشاء دور سك العملة الإقليمية، المعروفة باسم باوكوانجو (寶泉局). تحمل هذه العملات النقدية الجديدة نقش Hongwu Tongbao (洪武通寶). وبعد ذلك قررت حكومة أسرة مينغ ان الإنتاج الخاص للعُملات النقدية أمرًا غير قانوني. صدرت هذه العملات النقدية المبكرة من هونغوو تونغباو في فئات متعددة. ومع ذلك، بعد أربع سنوات فقط، الغيت الفئات الأكبر من 1 وين وداتشونغ تونغباو.
حاولت حكومة أسرة مينغ جمع كل العملات النقدية القديمة وإعادة صياغتها في عملات 1 ون بوزن 1 تشيان (وهو ما يعادل حوالي 3.7 غرام في النظام المتري).
في حين انتجت عملات نقدية قياسية من فئة 1 ون تحمل نقوش يونغلي تونغباو (永樂通寶)، شواندي تونغباو (宣德通寶)، وهونغتشي تونغباو (弘治通寶)، تفضل حكومة سلالة مينغ إجراء واستلام المدفوعات في أوراق نقدية من فئة الكنز العظيم مينغ والأوراق النقدية الصادرة بشكل خاص.
كان تركيب يونغلي تونغباو يتكون بشكل عام من 63-90% نحاس (Cu)، 10-25% رصاص (Pb)، 6-9% قصدير (Sn)، و0.04-0.18% زنك (Zn).من الجدير بالذكر أن عملات يونغلي تونغباو النقدية لم تُصنع للسوق الصينية الداخلية حيث استمرت العملات الفضية والأوراق النقدية في الهيمنة، بل انتجت في الواقع للمساعدة في تحفيز التجارة الدولية حيث استُخدمت العملات النقدية الصينية كشكل شائع من أشكال العملة في جميع أنحاء جنوب وجنوب شرق، وشرق آسيا.
في عام 1433، وبسبب انخفاض قيمة أوراق النقد الكبرى من سلالة مينغ، استأنفت حكومة سلالة مينغ سك العملات النقدية مرة أخرى. قُسمت عملية صب هذه العملات النقدية الجديدة من نوع Xuande Tongbao بين دار سك العملة التابعتين لوزارة الأشغال العامة في كلتا العاصمتين. علاوة على ذلك، انتجت عملات Xuande Tongbao النقدية أيضًا في فروع سك العملة في تشجيانغ، جيانغشي، فوجيان، وقوانغدونغ. توقف الإنتاج الرسمي للعملات النقدية مرة أخرى لمدة سبعة عقود في عام 1435، وأصبح الإنتاج الخاص للعملات النقدية المصنوعة من سبائك النحاس أمرًا شائعًا مرة أخرى.
على الرغم من تفضيل الحكومة للعملات الورقية على العملات النقدية المصنوعة من سبائك النحاس، إلا أن السوق الصينية شهدت طلبا كبيرا عليها. ومن شأن هذا الطلب أن يحفز الإفراط في إنتاج التزوير الذي غمر أسواق الصين في عهد أسرة مينغ. في كثير من الأحيان كانت العملات النقدية المزورة تُصب بجودة بائسة لدرجة أن تشي تشيان حقيقي واحد يمكنه شراء 300 عملة مزيفة. ونتيجة لذلك، تسبب هذا في التضخم في العديد من الأماكن المختلفة.
في عام 1503، استؤنف في عهد الإمبراطور هونغتشي، إنتاج العملات النقدية وأعطيت تشيكيان وزنًا قياسيًا يبلغ 1.2 تشيان، ونصت الحكومة على أنه مقابل كل قطعة من النحاس الخالص، يجب إضافة اثنين من تيل هاوين (好鍚، "القصدير الفائق") إلى سبيكة هذه العملات. وبما أن حكومة أسرة مينغ أغلقت دور سك العملات المعدنية لفترة طويلة من الزمن، اضطرت الحكومة إلى العفو عن المنتجين غير القانونيين وتوظيفهم كعمال في دور سك العُملات.
في عهد الإمبراطور جيا جينغ، خففت حكومة أسرة مينغ من حدة الوضع من خلال إنتاج كمية كبيرة من تشيكيان مع نقش Jiajing Tongbao (嘉靖通寶) في عام Jiajing 5 (1527). في عام جيا جينغ 11 (1553) اصدرت حكومة أسرة مينغ 10,000,000 عملة نقدية إضافية من جيا جينغ تونغباو، ويُزعم أنها بالإضافة إلى تشيكيان مع 9 أسماء من عصور حكم سابقة، بإجمالي مبلغ 1,000,000 دينغ (錠). نظرًا لاحتمالية إنتاج عملات نقدية تحمل ألقابًا تعود إلى عهد الإمبراطور جيا جينغ، فإن نسب بعض العملات النقدية السابقة لا يزال محل نزاع بين العلماء المعاصرين. ومع ذلك، أشار شيوت إلى أن الاقتراح الخاص بإنتاج 95 مليون سلسلة من هذه الألقاب التسعة السابقة ربما لم يُعتمد بالفعل وأن هذه العملات النقدية كانت مزورة محليًا ويابانيًا. كان الوزن القياسي لجيا جينغ تونغباو 1.2 تشيان.
في عام 1570 أثناء حكم إمبراطور لونغ تشينغ، سُكت العُملات النقدية التي يبلغ وزنها 1.3 تشيان مرة أخرى حتى وفاة الإمبراطور في عام 1572.
في ربيع عام 1572، استأنفت حكومة أسرة مينغ مرة أخرى إنتاج العملات النقدية القياسية في دور سك النقود في بكين ونانجينغ. لم يستغرق الأمر وقتًا طويلاً حتى فُتح دور سك العملة في يوننان، شانشي، شاندونغ، هنان، شنشي، جيانغشي، فوجيان، وهوغوانغ، وكان وزن كل هؤلاء 1.3 تشيان  حُددت سبيكة العملات النقدية Wanli Tongbao (萬曆通寶) بنسبة 93.8% من النحاس، و6.2% من القصدير . ساهم ارتفاع أسعار النحاس، نقص العمال المهرة في دار سك العملة، والتوزيع السيئ من قِبل دار سك العملة الحكومية في فشل عملات وانلي تونغباو النقدية بحلول عام 1579. كانت أول دار سك عملة إقليمية تُغلق هي دار سك العملة في يونان في عام 1580، وتبعتها سريعًا معظم دور السك الإقليمية في عام 1582. كانت دور سك العملة الإقليمية الوحيدة الناجحة هي تلك الموجودة في هوجوانغ، حيث سكت ثلاث دور سك عملة محلية مختلفة عملاتها النقدية الخاصة التي لم تتوافق مع معايير تشيكيان.
في عام 1599، حاولت إدارة وانلي محاولة أخرى لاستعادة العملة النقدية، وخلال هذه المحاولة افتتحت وزارة الأشغال العامة دار سك ثانية في مدينة نانجينغ، مما أدى إلى زيادة عدد الأفران من 60 إلى 250. كما قُبلت المقترحات المقدمة إلى وزارة الإيرادات والنقل النهري في نانجينغ لإنشاء دور سك جديدة في المدينة. انشأ دار سك العملة Ever Normal Granary خلال هذه الفترة مع 250 فرنًا. سرعان ما غمرت مدينة نانجينغ وفرة من العملات المعدنية، مما تسبب في تقليص إنتاج العملات النقدية في عام 1606 إلى إنتاج سنوي قدره 15000 سلسلة مع إغلاق بعض دور سك العُملة الحكومية.
في أوائل القرن السابع عشر، أدى ارتفاع سعر النحاس إلى دفع الحكومة إلى تقليل كمية النحاس في تركيبة تشيكيان لصالح الرصاص.  العملات النقدية التي تحمل النقوش تيانكي تونغباو (天啟通寶)، وتشونغتشن تونغباو (崇禎通寶) ذات جودة أقل من تلك التي انتجت خلال الفترات السابقة، تميل هذه العملات النقدية إلى أن تكون رقيقة ومشعرة، بسبب انخفاض كمية النحاس في تركيبها. بدأ الشعب الصيني في هذه المرحلة في الامتناع عن استخدام العملات النقدية المصنوعة من سبائك النحاس وفضلت الأسواق استخدام سبائك الفضة بدلاً من ذلك.
في عام 1622، أنشأت وزارة الإيرادات دار سك العملة الخاصة بها في بكين. للمساعدة في تمويل التكلفة المتزايدة المستمرة لمحاربة غزوات المانشو. كما أنشأت وزارة الإيرادات عددًا من دور سك العملة الفرعية في نانجينغ، لكن التنافس بين وزارة الإيرادات ووزارة الأشغال العامة منعت أسرة مينغ من تبني سياسة نقدية فعالة. بحلول عام 1623، كان هناك خمسة دور سك عملات حكومية مختلفة تعمل في وقت واحد في مدينة نانجينغ، اثنتان منها تديرهما وزارة الأشغال العامة، واثنتان تديرهما وزارة الإيرادات، وواحدة تديرها حكومة بلدية نانجينغ.
أثار صهر القطع الأثرية النحاسية ذات الأهمية التاريخية والدينية الكبيرة استياء عدد من المسؤولين الحكوميين المحافظين، الأمر الذي أضاف إلى السمعة السيئة التي اكتسبتها عملات تيانكي تونغباو النقدية.
انتجت بعض عملات Chongzhen Tongbao النقدية بفئة 2 ون، وعملات تشونغتشن تونغباو النقدية التي أنتجتها دار سك العملة التابعة لوزارة الأشغال العامة كان عليها علامة الدار "工" (Gong) محفورة على ظهرها.
كانت العملات النقدية القياسية في تشونغتشن تونغباو تزن في البداية 1.3 تشيان، وبحلول عام 1630 كان وزن العملات النقدية المنتجة في الشمال 1 تشيان، وتلك الموجودة في الجنوب 8 فين على الأكثر.

## سلالة تشينغ

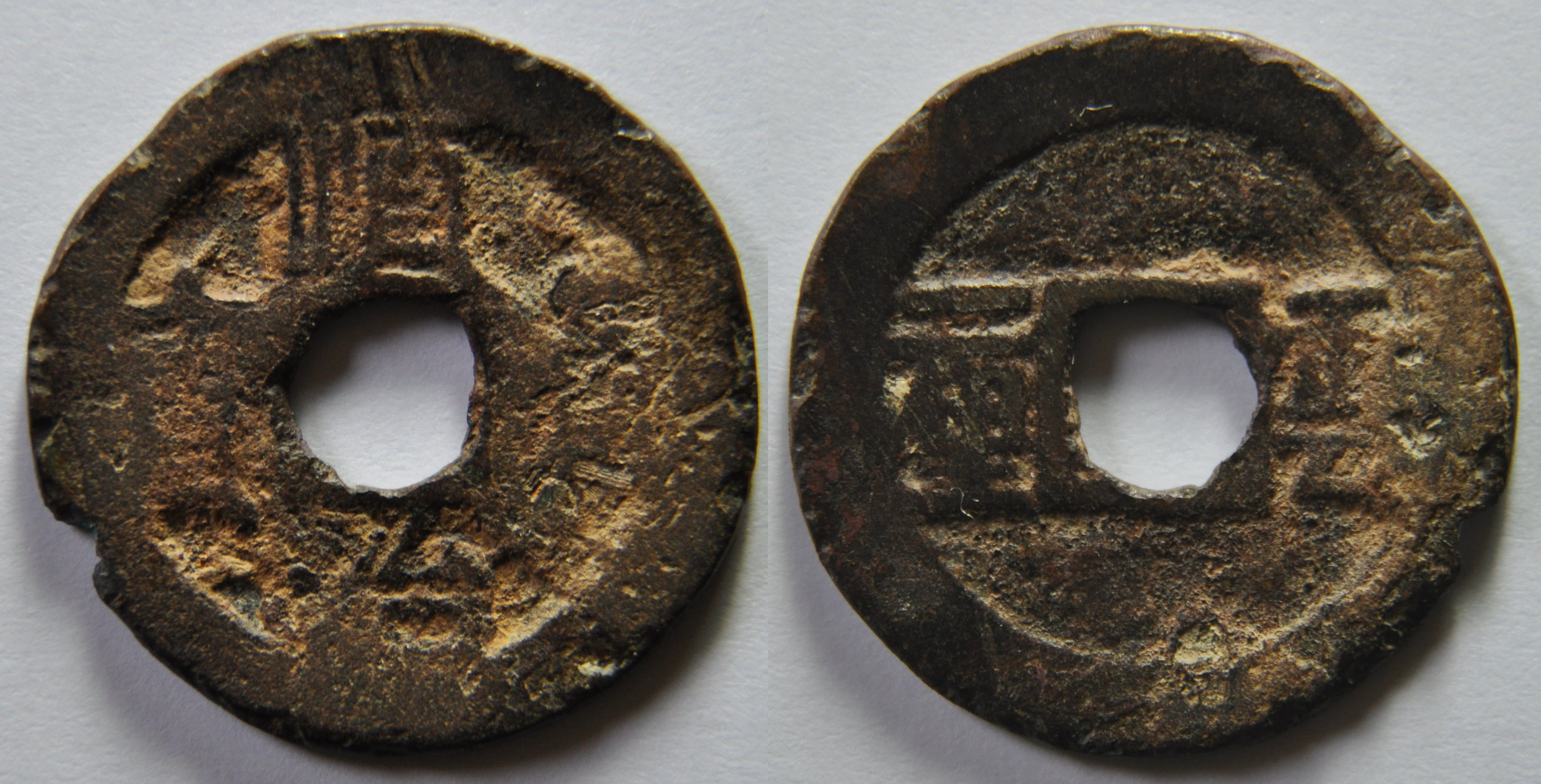
عملة نقدية قياسية من نوع شونزي تونغباو (順治通寶) بسعر صرف رسمي للفضة محدد بقيمة 1 عملة نقدية (وزن) من الفضة.

قبل غزو المانشو للصين، كانت سلالة جين اللاحقة تنتج بالفعل عملاتها النقدية الخاصة التي تحمل النقوش Abkai fulingga han jiha (ᠠᠪᡴᠠᡳ
ᡶᡠᠯᡳᠩᡤᠠ
ᡥᠠᠨ
ᠵᡳᡴᠠ )، تيانمينغ تونغباو (天命 通寶)، وشور هان ني جيها (ᠰᡠᡵᡝ
ᡥᠠᠨ
ᠨᡳ
ᠵᡳᡴᠠ ).
خلال فترة أسرة تشينغ، كان النظام النقدي الصيني عبارة عن نظام ثنائي المعدن حيث تداولت العملات النقدية المصنوعة من سبائك النحاس والفضة في وقت واحد. كانت العملة المصنوعة من سبائك النحاس خلال معظم فترة حكم أسرة تشينغ تتكون فقط من عملات نقدية بقيمة 1 ون ، يمكن ربطها معًا في سلاسل من 1000 عملة نقدية للدفعات الأكبر. في حين أن السلاسل تتكون رسميًا من 1000 عملة نقدية، إلا أنها عادةً ما تحتوي على حوالي 980 عملة نقدية من سبائك النحاس فقط. نظرًا لأن جميع العملات النقدية المصنوعة من سبائك النحاس في عهد أسرة تشينغ كانت ذات أشكال وأوزان موحدة، فإن فئة العملات النقدية لم تكن مكتوبة في أي مكان على العملات نفسها. هذا بسبب أنه طوال معظم تاريخهم، كانت قيمة العملة النقدية دائمًا 1 ون وتُعالج المدفوعات عن طريق حساب عدد العملات النقدية. احتكرت حكومة أسرة تشينغ إنتاج العملات النقدية المصنوعة من سبائك النحاس، والتي شكلت أقل من 20% من إجمالي الأموال المتداولة في الصين في ذلك الوقت، فضلاً عن تعدين النحاس، في حين سمحت الحكومة للسوق بتحديد سعر الفضة.
بعد استيلاء المانشو من أسرة شون على بكين في عام 1644، أنشأت حكومة أسرة تشينغ دارين للسك العملة، واحدة تحت سلطة وزارة الإيرادات والأخرى تحت سلطة وزارة الأشغال العامة. ستحمل العُملات النقدية القياسية المنتجة في دار سك العملة التابعة لوزارة الإيرادات لاحقًا علامة دار سك العملة المانشو "ᠪᠣᠣ
ᠴᡳᠣᠸᠠᠨ" (بو سيوان) وتلك التي صبت في دار سك وزارة الأشغال العامة تحمل علامة دار المانشو "ᠪᠣᠣ
ᠶᡠᠸᠠᠨ" (بو يوان). كما نصت حكومة تشينغ على أن كل مقاطعة يجب أن تنشئ دار سك العملة الإقليمية الخاصة بها لإنتاج العُملات النقدية المصنوعة من سبائك النحاس.
صُبّت العملات النقدية القياسية المصنوعة من سبائك النحاس باستخدام نماذج تُعرف باسم "فانزو" (笵鑄)، في دور سك العملة الحكومية، والتي كان يوجد منها اثنان في مدينة بكين، وواحد في كل عاصمة مقاطعة تقريبًا. كان من المقرر إنتاج عملات "تشيكيان" في دورات صب تُعرف باسم "مو" (卯). تحتوي هذه الدورات على عدد محدد مسبقًا من العملات النقدية، مقلدةً المعيار الإمبراطوري بأبعاده القياسية الدقيقة وتركيباته المعدنية. يحمل وجه العملة النقدية القياسية دائمًا اسم العصر الحالي محفورًا عليه "تونغباو" (通寶).ثُبتت السبائك الأولية بنسبة 70٪ من النحاس، والمعروف باسم هونغتونغ (紅銅)، 30٪ من الزنك، والمعروف باسم بايكيان (白鉛). كانت دار سك العملة الإمبراطورية في بكين هي الأماكن الوحيدة التي تصنع العملات النقدية القياسية الرسمية خلال السنوات الأولى من فترة أسرة تشينغ. غُيرت السبائك الرسمية اللاحقة إلى 60٪ من النحاس، 40٪ من الزنك، و / أو الرصاص، ولكن التركيبات الفعلية ستحدد بحكم الأمر الواقع من قبل السوق الخاصة، مما دفع حكومة أسرة تشينغ إلى تغيير سبيكة النحاس الرسمية لتشي تشيان بمرور الوقت.
خلال فترة شونزي، سُك نوع آخر من تشيكيان المعروف باسم Yiliqian (一厘錢، "عملة نقدية واحدة")، يشار إليها باسم Zheyinqian (折銀錢، "عملات التحويل") من قِبل علماء العملات الصينيين،. استخدم هذا المصطلح للإشارة إلى عملات Shunzhi Tongbao النقدية المنتجة منذ عام 1653 والتي تحمل نقش "一厘" على اليسار حتى الفتحة المركزية المربعة على جانبيها الخلفيين. يُشير هذا النقش إلى أن القيمة الاسمية للعملة النقدية تعادل 0.001 تايل من الفضة (1 لي (釐 أو 厘، "نقدًا")، كوزن). هذا يعني أن سعر الصرف الرسمي للحكومة حُدد على أنه zhé yín yì lí qián (折銀一厘錢)، وهو ما كان دليلاً على أن الفضة كانت ذات أهمية مستمرة كعملة حسابية. كما انتج بعض حكام أسرة مينج الجنوبية عملات نقدية مماثلة تحمل هذا النقش العكسي.
حتى كانجشي تونغباو (康熙通寶) كان التركيب الرسمي لعملة تشيكيان يتكون من 60% نحاس، و40% زنك و/أو رصاص، وكانت عملات يونغتشنغ تونغباو (雍正通寶) النقدية تتكون من 50% نحاس، 50% زنك، و/أو رصاص، وكانت عملة تشيان لونغ تونغباو (乾隆通寶) تحتوي على 2% قصدير إضافية مضافة إلى سبائكها الرسمية. اشير إلى تشيكيان التي تحتوي على القصدير باسم Qingqian (青錢، "النقد الأخضر").
يختلف الوزن الفعلي للعملة النقدية القياسية أيضًا بمرور الوقت. كان الوزن الرسمي عادةً ما بين 1 تشيان (حوالي 3.7 غرام) و1.4 تشيان. في عام 1645 غُير الوزن القياسي إلى 1.2 تشيان، في عام 1651 غُير إلى 1.25 تشيان، وفي عام 1657 إلى 1.4 تشيان. بعد عام 1733 حُدد رسميًا عند 1.2 تشيان.
سعر الصرف الرسمي بين تشيكيان والفضة في عام 1644 موروثًا من منتصف فترة مينغ ويقف عند 7 عملات نقدية قياسية لكل 0.01 تايل، أو 1 فين (分)، من الفضة، بينما تداولت العملات النقدية في فترة أسرة مينغ القديمة بمعدل 14 عملة نقدية لكل 1 فين من الفضة. في عام 1645 حُدد سعر الصرف الرسمي عند 10 عملات نقدية قياسية لكل فين من الفضة.
في عهد شيان فنغ الإمبراطور أدخلت حكومة أسرة تشينغ عددا من إصلاحات العملة التي أعادت إدخال فئات متعددة. اشير إلى هذه العملات النقدية ذات الفئة الكبيرة باسم داكيان ("النقد الكبير"). انتجت هذه العملات النقدية حتى عام 1890 والمعيار 1 ون ستصبح العملة النقدية هي القاعدة مرة أخرى حتى سقوط أسرة تشينغ في عام 1911. عصر شيان فنغ تشىكيان (أو 1 ون العملات النقدية) كانت مصبوبة من النحاس، الحديد، والزنك. كان كل عصر شيان فنغ تشىكيان نقش الوجه شيان فنغ تونغباو (咸豐通寶).
خلال عصر تونغتشي ظل وزن تشيكيان عند 1.2 تشيان، ولكن بسبب استنفاد النحاس في يونان، وارتفاع تكاليف استيراد النحاس الياباني، كانت دور السك الإقليمية غالبًا ما تخفض الأوزان. في عام 1867، أصدرت الحكومة الإمبراطورية تعديلاً غير ناجح لجميع دور سك العملة في المقاطعات الوسطى والشرقية لصب عملة تشيكيان بوزن 1 تشيان لنقلها إلى تيانجين للمساعدة في تخفيف نقص النحاس في بكين.
منُح تشيكيان لعام 1890 رسميًا وزنًا قدره 1 تشان لتُسك بواسطة كل من دور سك العملة الإمبراطورية في بكين ودور سك العملة الإقليمية. في عام 1899 خُفض وزن تشيكيان إلى 8 فين فقط.
قدر بينج شينوي أنه خلال أواخر فترة أسرة تشينغ، كان إجمالي قطاع النحاس (عملات النحاس بما في ذلك النقود القياسية وعملة تشينغ النحاسية العظيمة الجديدة التي سُكت بعد عام 1900) يُشكل 17٪ فقط من إجمالي الأموال المتداولة في الصين.
كانت العملات النقدية القياسية Xuantong Tongbao (宣統通寶) التي انتجت في دار سك العملة التابعة لوزارة الإيرادات بين عامي 1909 و1910 تزن 6 فين وكانت مصبوبة، ومضروبة آليًا.

## الأوراق النقدية المقومة بالعملة الصينية تشيكيان

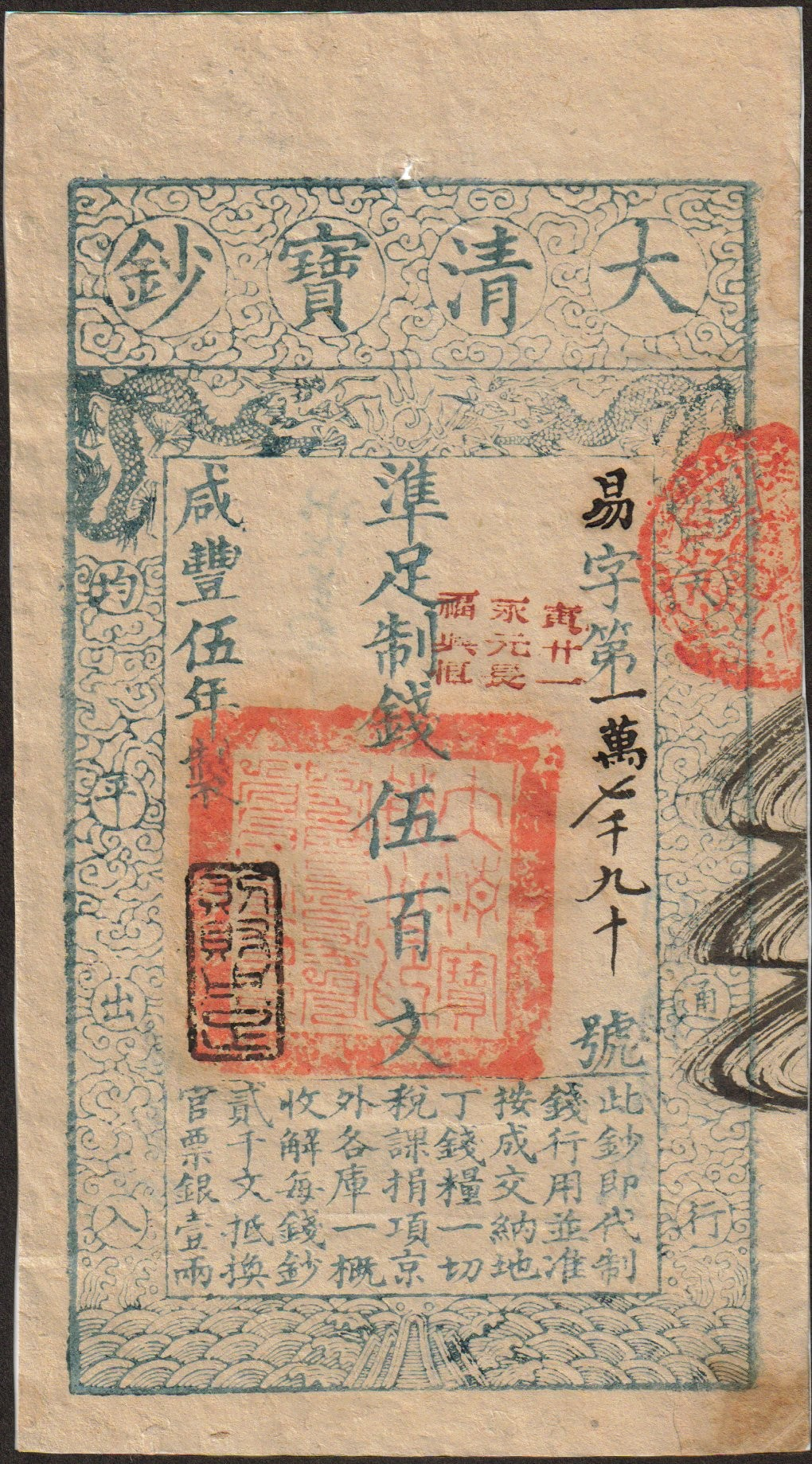
مذكرة كنز تشينغ العظيمة (大清寶鈔) ورقة نقدية بقيمة 500 ون مقومة بـ تشيكيان.
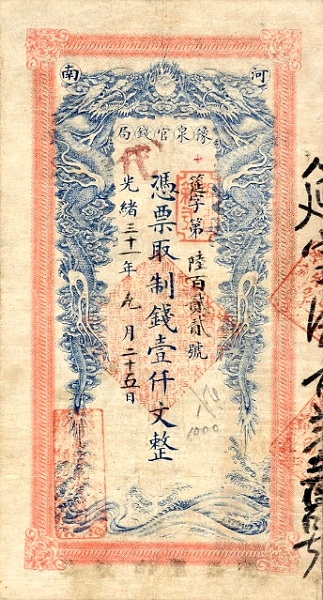
ورقة نقدية من فئة 1000 ون صادرة عام 1904 عن بنك هونان الإقليمي .
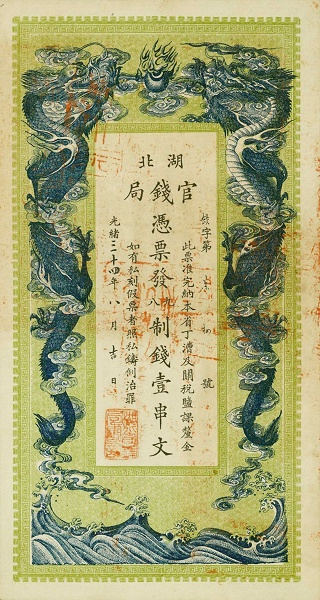
ورقة نقدية من عام 1908 بقيمة 1 تشوان من تشيكيان أصدرها بنك هوبيه الحكومي النقدي.
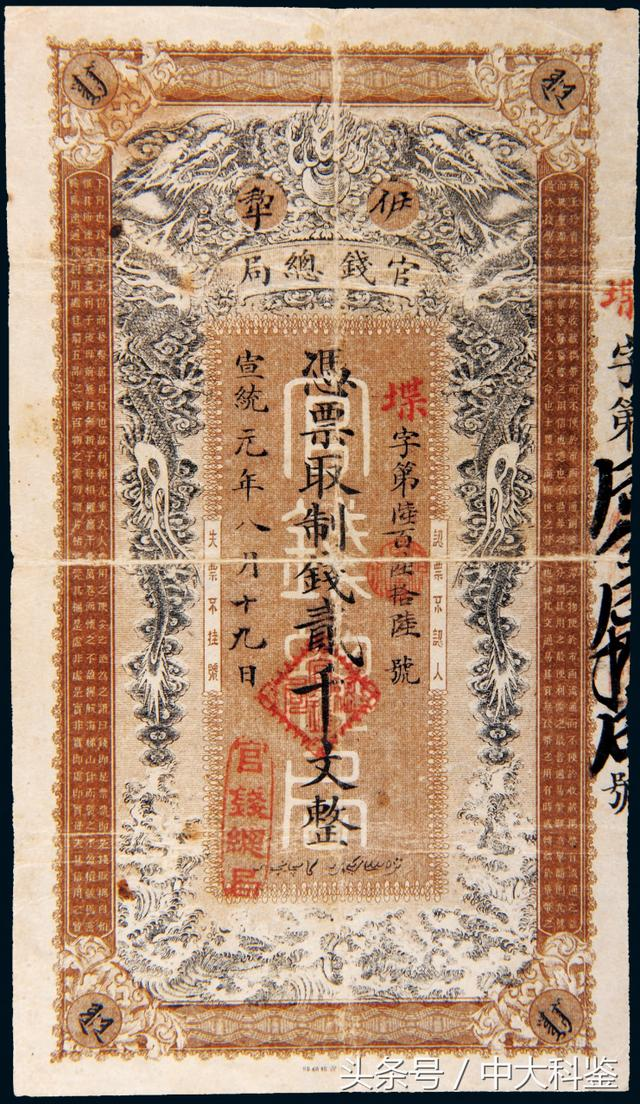
ورقة نقدية من عام 1909 (宣統元年) بقيمة 2000 ون في تشيكيان صادرة عن مكتب العملة الرسمي في إيلي للتداول في يينينغ، شينجيانغ.

## ملحوظات
1. ↑  1 dìng (錠) is equal to 5,000 cash coins (文).
2. ↑  Chinese numismatists use the term "conversion coins" because of their official fixed value compared with silver.